# 星置
星置（ほしおき）は、北海道札幌市手稲区にある地名。北西部の星観緑地付近は手稲星置、JR函館線以南の区域は星置南と町名が分かれているが本項で併せて説明する。

## 地名の由来
星置という地名の由来には諸説ある。一説にはアイヌ語で「崖の・その下」を表す「ペㇱポキ」に由来するとされるが定かではない。安政4年に開削された札幌越新道（銭函から札幌を通り千歳を結ぶ道。現在の国道5号、国道36号の前身）の記録には「ホシボッケ」の地名がある。
現在星置と称する地名の範囲は、1942年の手稲村の字名改正により旧大字山口村の一部が星置とされたものであるが、それまでは、旧下手稲村の範囲であった稲穂、金山を含む総称として使われていた。

## 地理
札幌市北西部、手稲区の西部に位置する閑静な住宅地である。北は手稲山口、南は稲穂及び金山、東は曙及び明日風、西は小樽市（銭函及び星野町）と接する。
地区最西端の星観緑地、最東端の星置公園のほか、ミズバショウの群生する星置緑地があり、自然に恵まれた地区である。

### 河川
- 星置川 - 地区西部を流れる。星置南と小樽市星野町との境界をなす。上流（金山地区）には星置の滝がある。
- 濁川（天の川）
- 山口運河（手稲山口川）

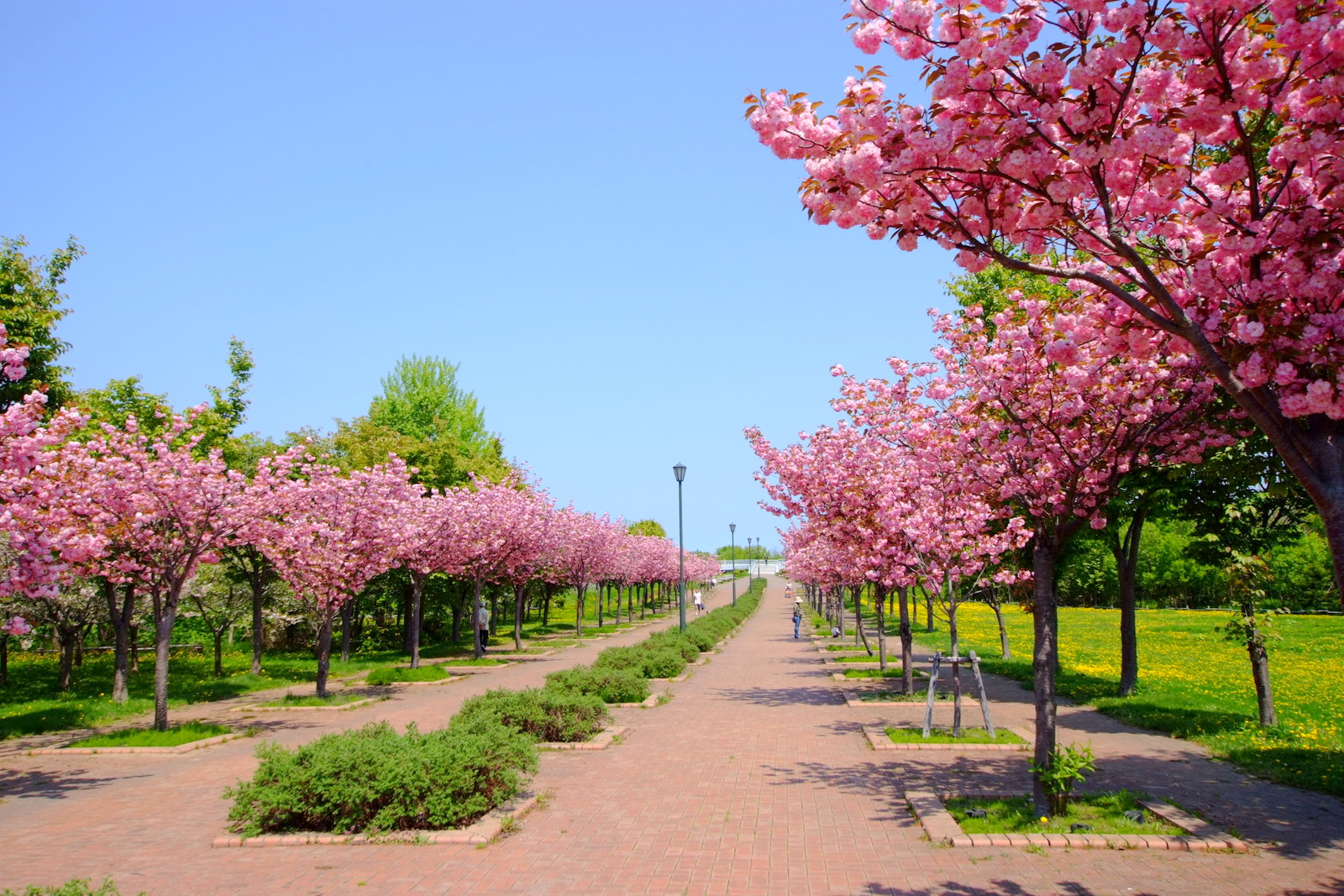
星観緑地
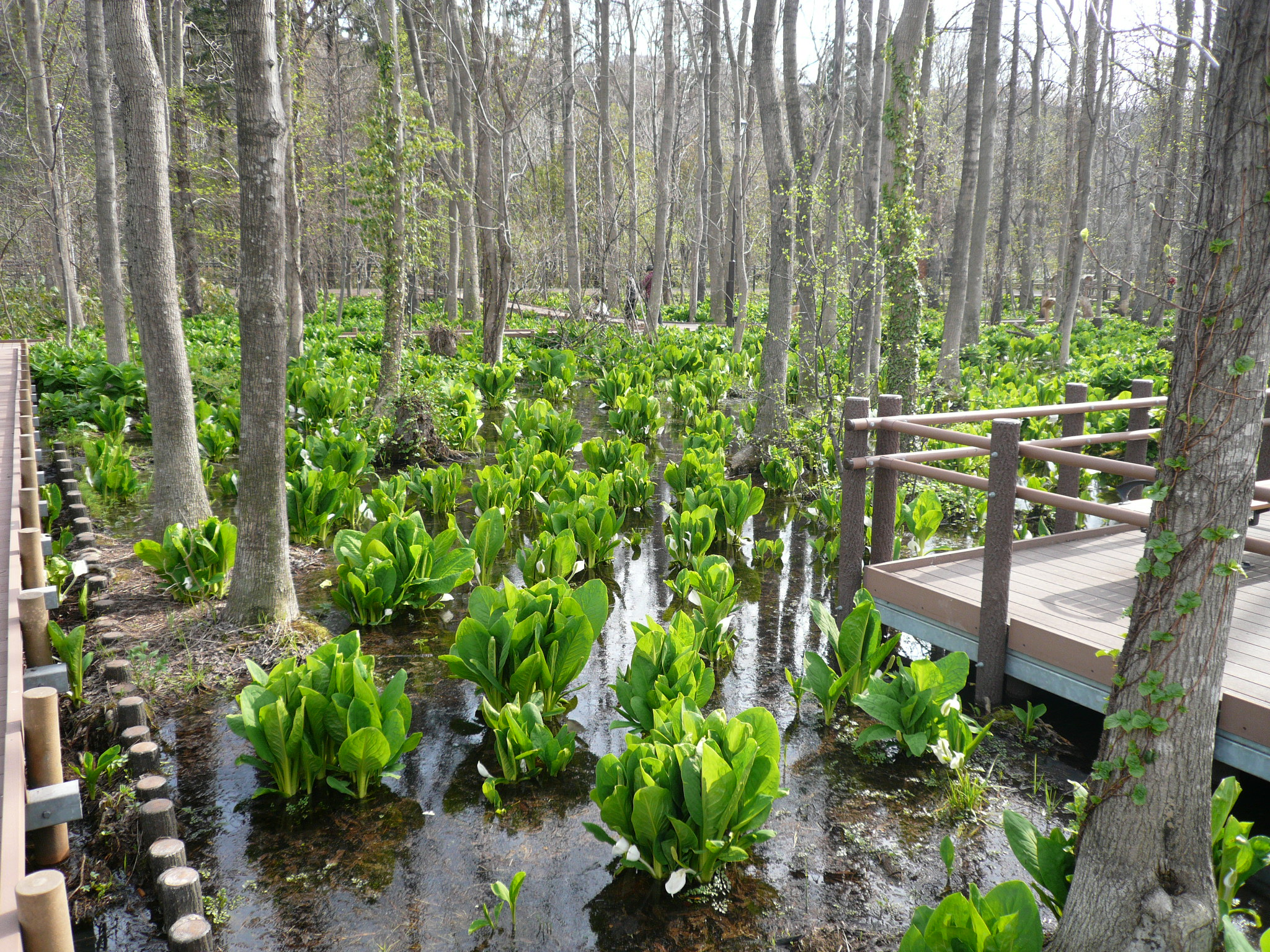
星置緑地

### 住所
| 町丁                       | 郵便番号 |
| -------------------------- | -------- |
| 星置南1丁目～4丁目         | 006-0050 |
| 星置1条1丁目～9丁目        | 006-0851 |
| 星置2条1丁目～9丁目        | 006-0852 |
| 星置3条1丁目、4丁目～9丁目 | 006-0853 |
| 手稲星置○番地              | 006-0859 |

## 歴史
- 1857年（安政4年） - 中川金之助・中島彦左衛門が住みつく。札幌越新道が開削される[5]。
- 1882年（明治15年） - 手稲山口に山口県人が入植し山口村が開村。上手稲、下手稲、山口三村戸長役場を置く[5]。
- 1884年（明治17年） - 広島県佐伯郡より約20戸が入植する。
- 1902年（明治35年）北海道二級町村制施行に伴い、山口村、上手稲村、下手稲村が合併し手稲村となる[5]。山口村は大字として残る。
- 1926年（昭和元年） - 電灯が点く。
- 1942年（昭和17年） - 大字山口村が字山口・星置の2つに再編される。
- 1951年（昭和26年） - 手稲村が町制施行し手稲町となる[5]。
- 1964年（昭和39年） - 東京オリンピックの聖火リレーが星置を通過する。
- 1967年（昭和42年） - 手稲町が札幌市に編入合併。町名が手稲星置となる。
- 1972年（昭和47年） - 札幌市が政令指定都市となり、西区の一部となる。
- 1985年（昭和60年） - 星置駅が開業する。札幌市星置スケート場が開業する[5]。
- 1989年（平成元年） - 西区から分区して手稲区の一部となる[5]。星置公園が完成する。
- 1995年（平成7年） - 下手稲通全線開通[5]。
  - 3月16日 - ほしみ駅が開業する[5]。
- 2000年（平成12年）12月 - パストラル星置が開業する。
- 2007年（平成19年） - 星置スケート場で映画「スマイル 聖夜の奇跡」のロケが行われる。
- 2008年（平成20年）12月11日 - パストラル星置の隣に星置ファッションモールが開業する。
- 2009年（平成21年）2月 - 北海道銀行ほしみ研修センターが完成する。
- 2012年（平成24年）12月17日 - 手稲山口の一部が新規町名整備に伴い星置3条1丁目となる[6]。

## 公共施設

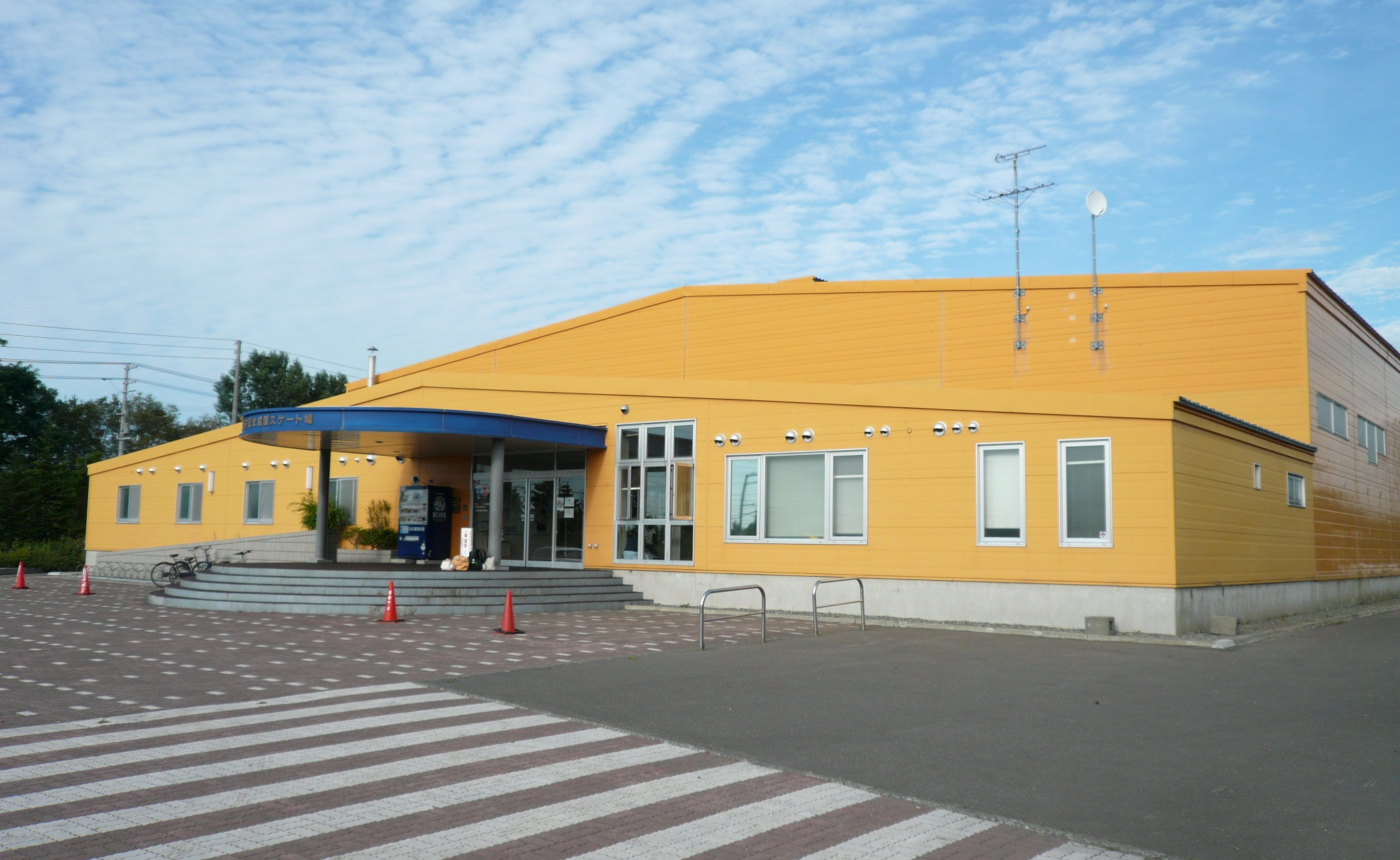
札幌市星置地区センター（星置2-3）
- 星置公園（星置2-1）
  - 札幌市星置スケート場
  - 野球場
  - 庭球場

- 札幌市星置スケート場

## 公的機関

### 警察
- 手稲警察署 - 星置交番（星置1-4）

## 教育機関
- 札幌市立星置東小学校（星置2-1）
- 札幌市立星置中学校（星置3-5）
- 北海道星置養護学校（星置3-8）
- 星置ピノキオ認定こども園（星置1-1）

### 学校教育以外の施設
- 手稲自動車学校（星置2-1）

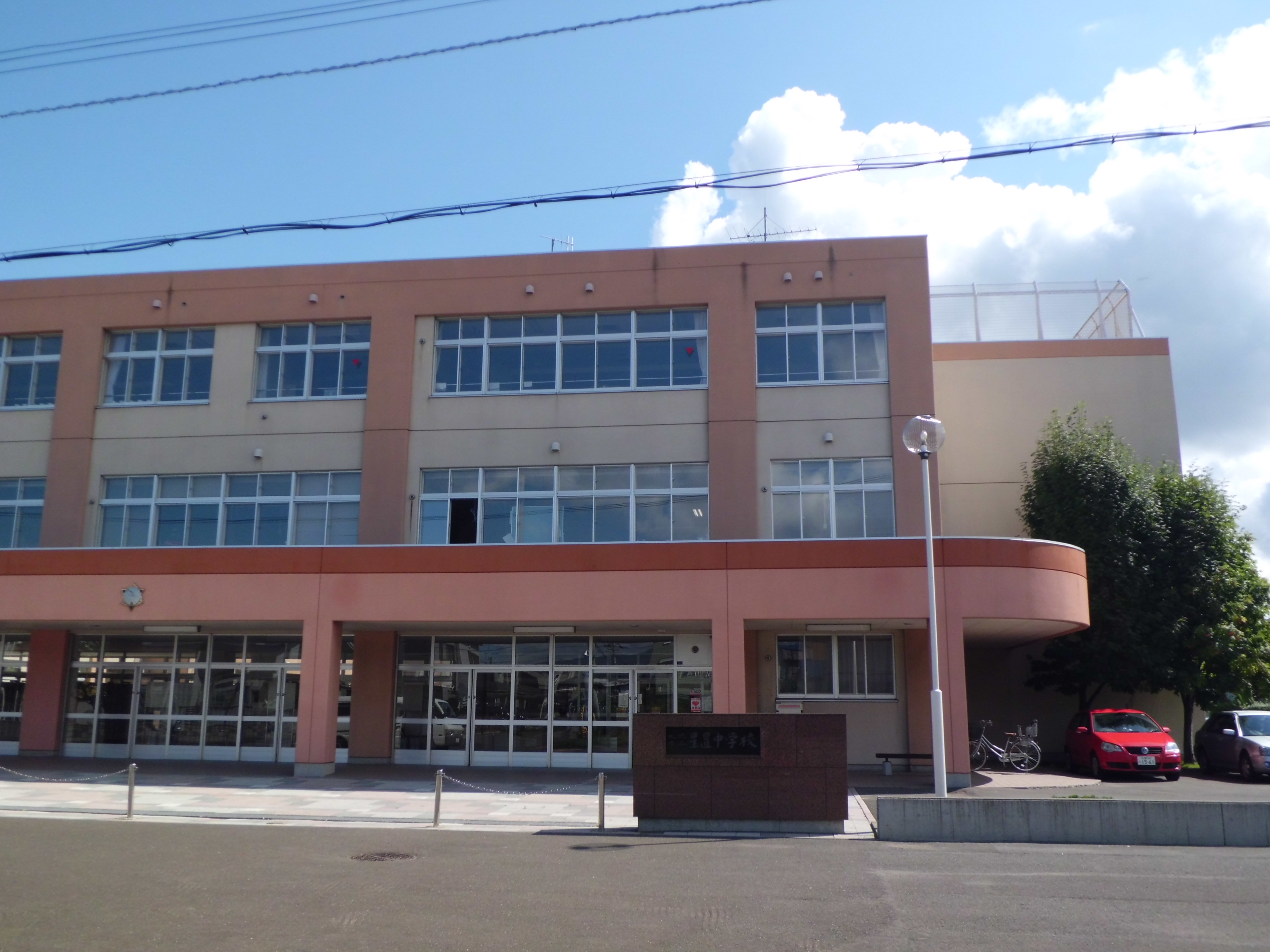
札幌市立星置中学校
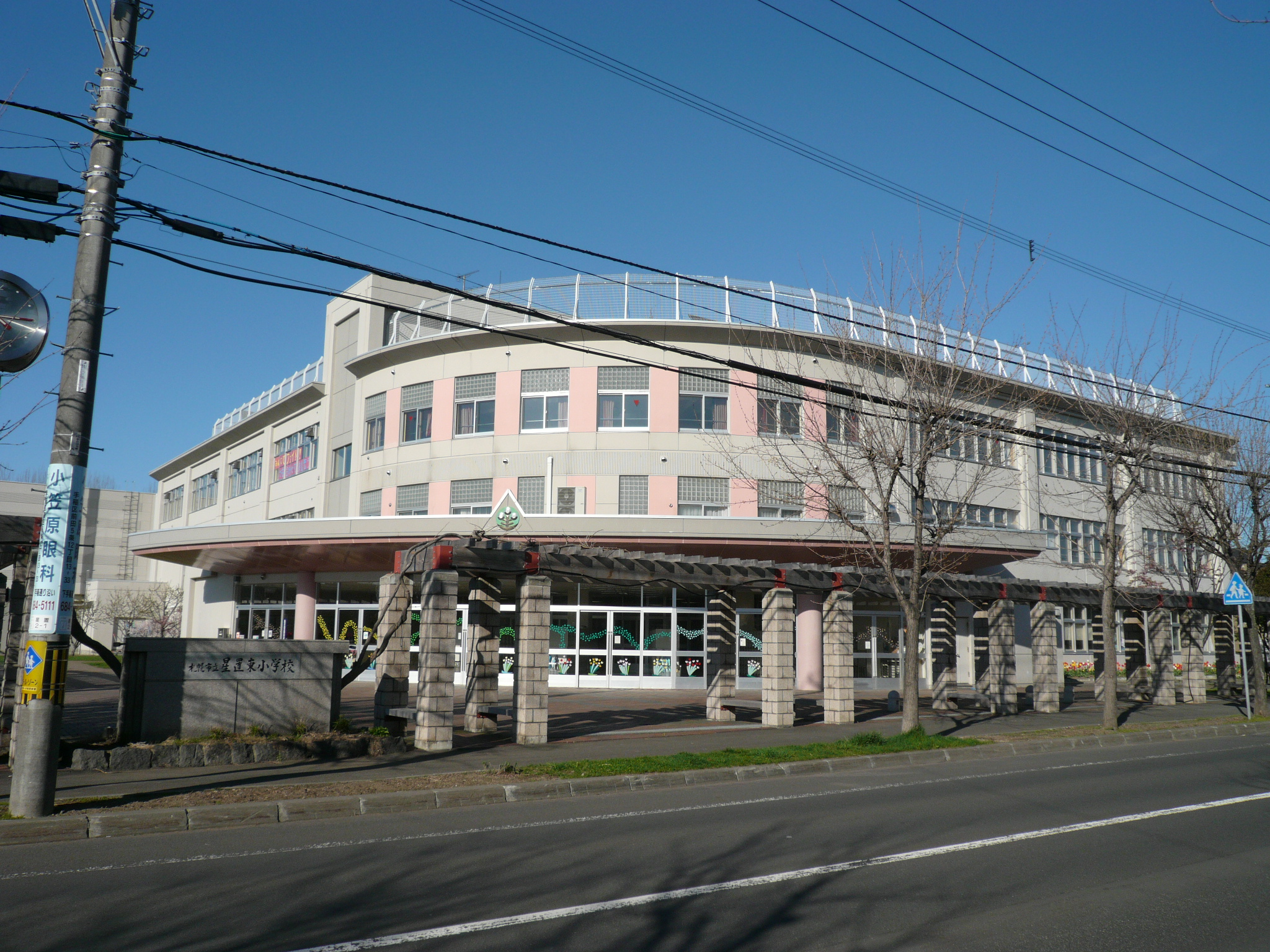
札幌市立星置東小学校
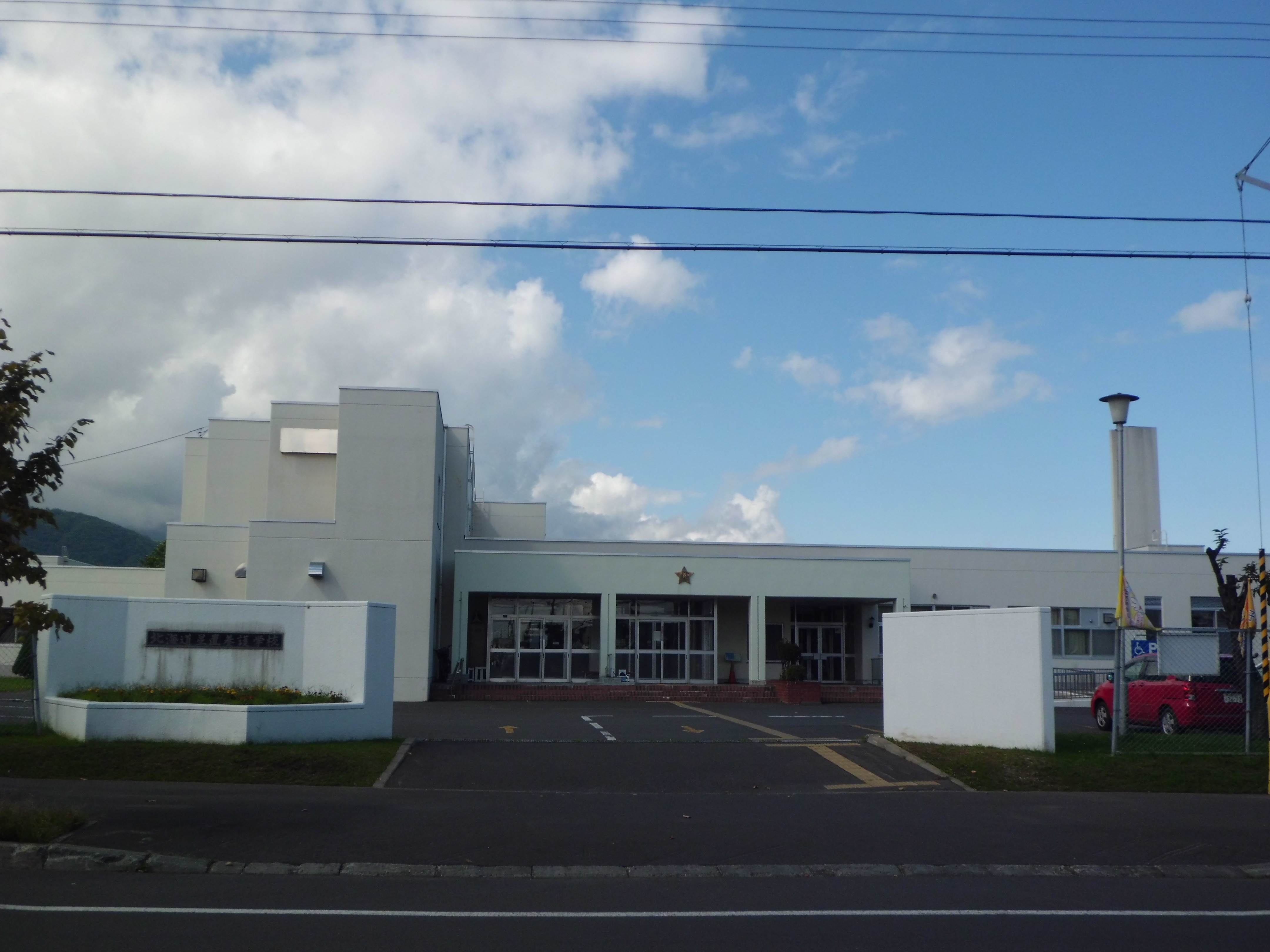
北海道星置養護学校
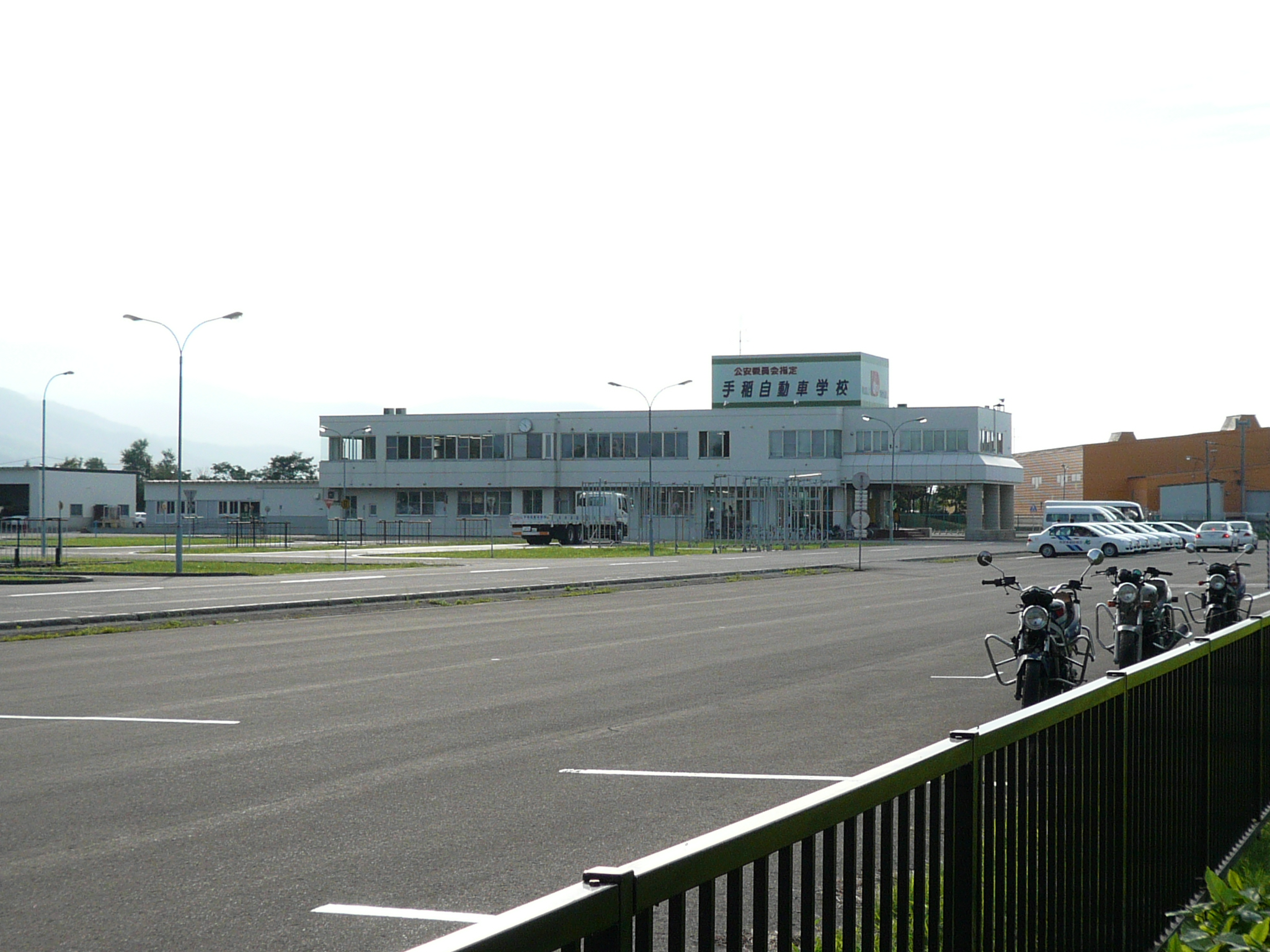
手稲自動車学校

## 経済・産業

### 商業施設
スーパーマーケット・ディスカウントストア
- 北雄ラッキー - 本社・星置駅前店（星置1-2）
- 生活協同組合コープさっぽろ - 星置店（星置1-3）
- トライアルカンパニー - スーパーセンタートライアル手稲星置店（星置3-1）

星置地区の北に位置する手稲山口地区には、パストラル星置が所在する（市道の下手稲通を挟んで隣接）。

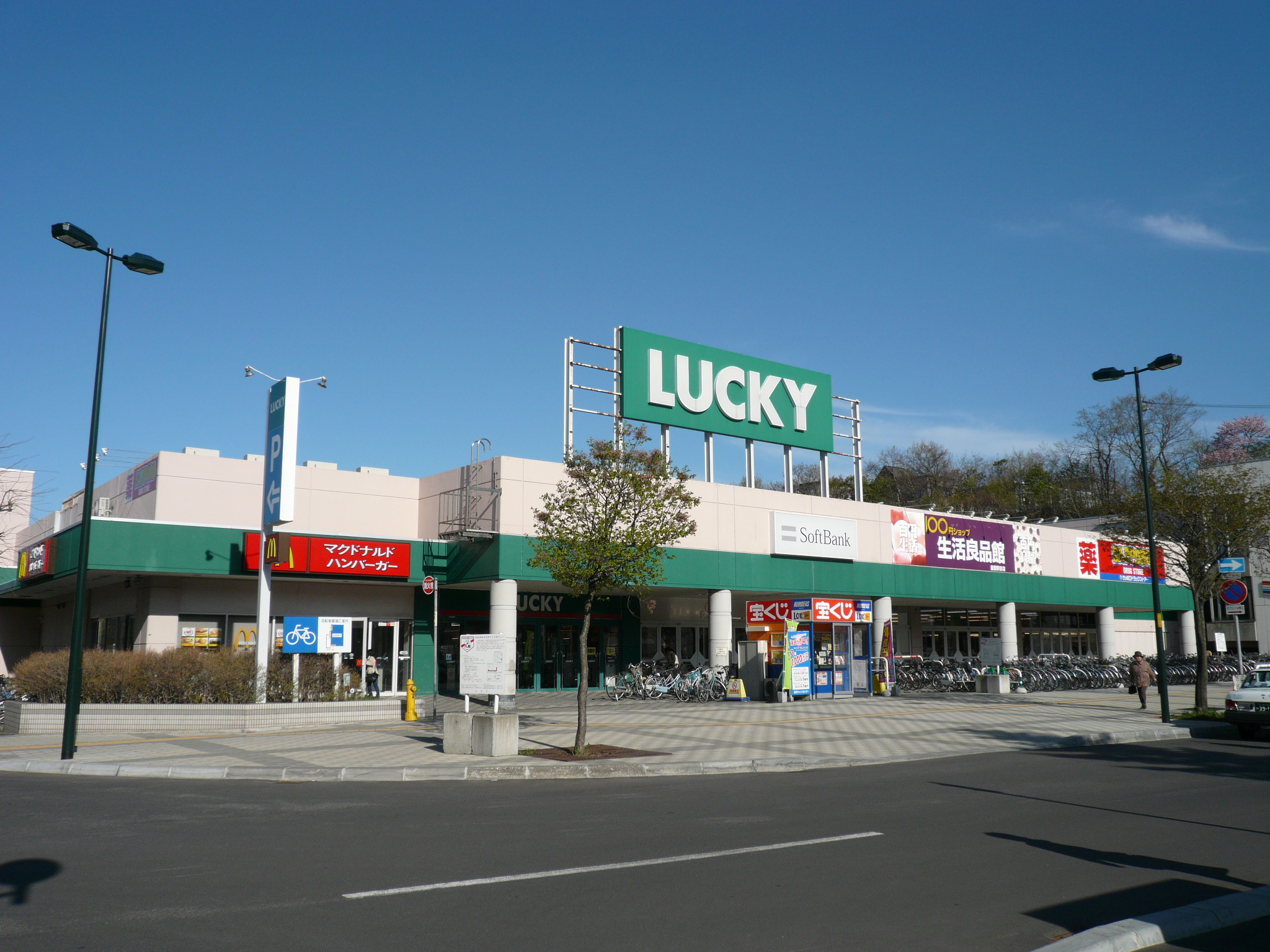
北雄ラッキー星置駅前店
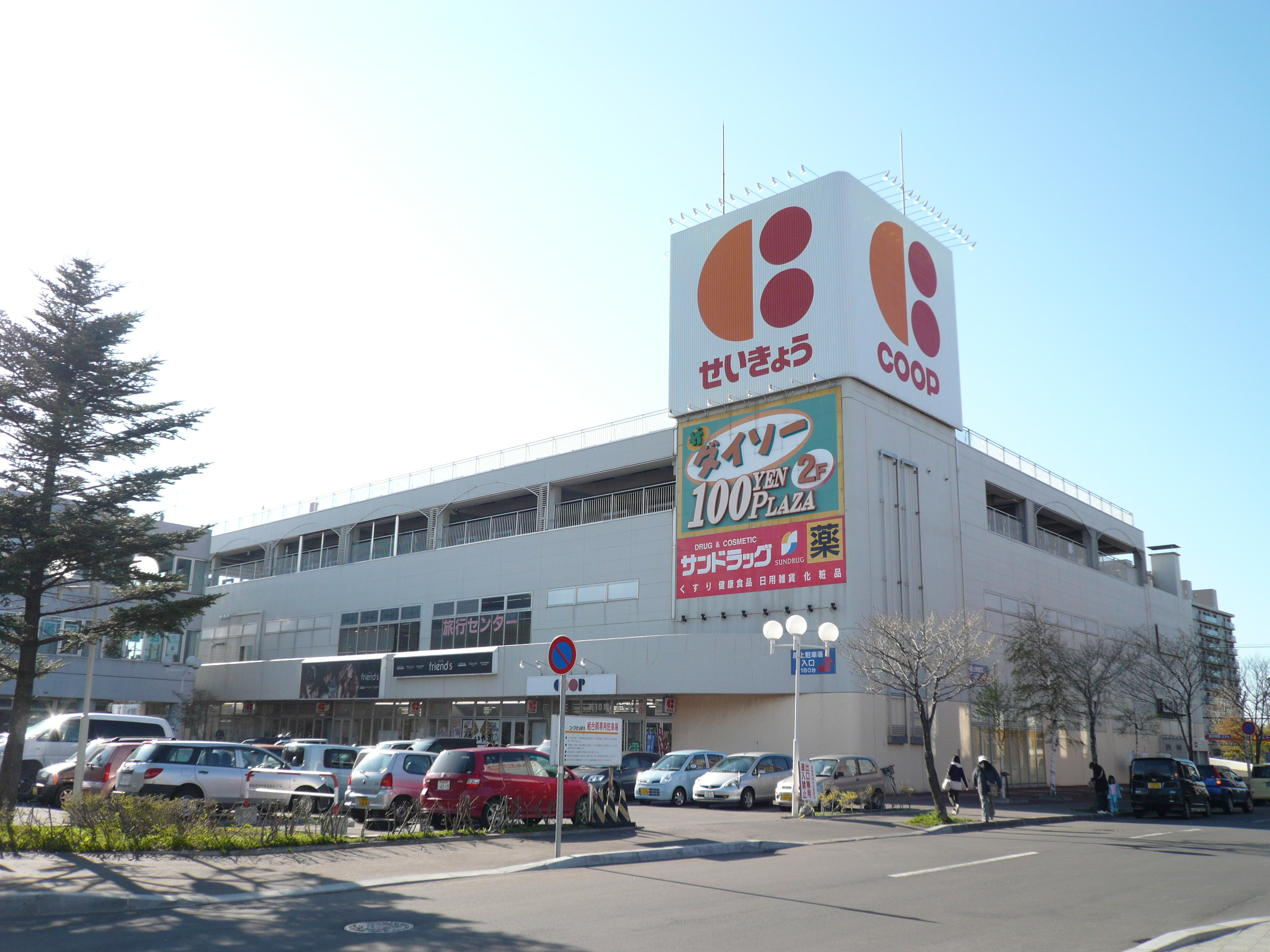
コープさっぽろ星置店
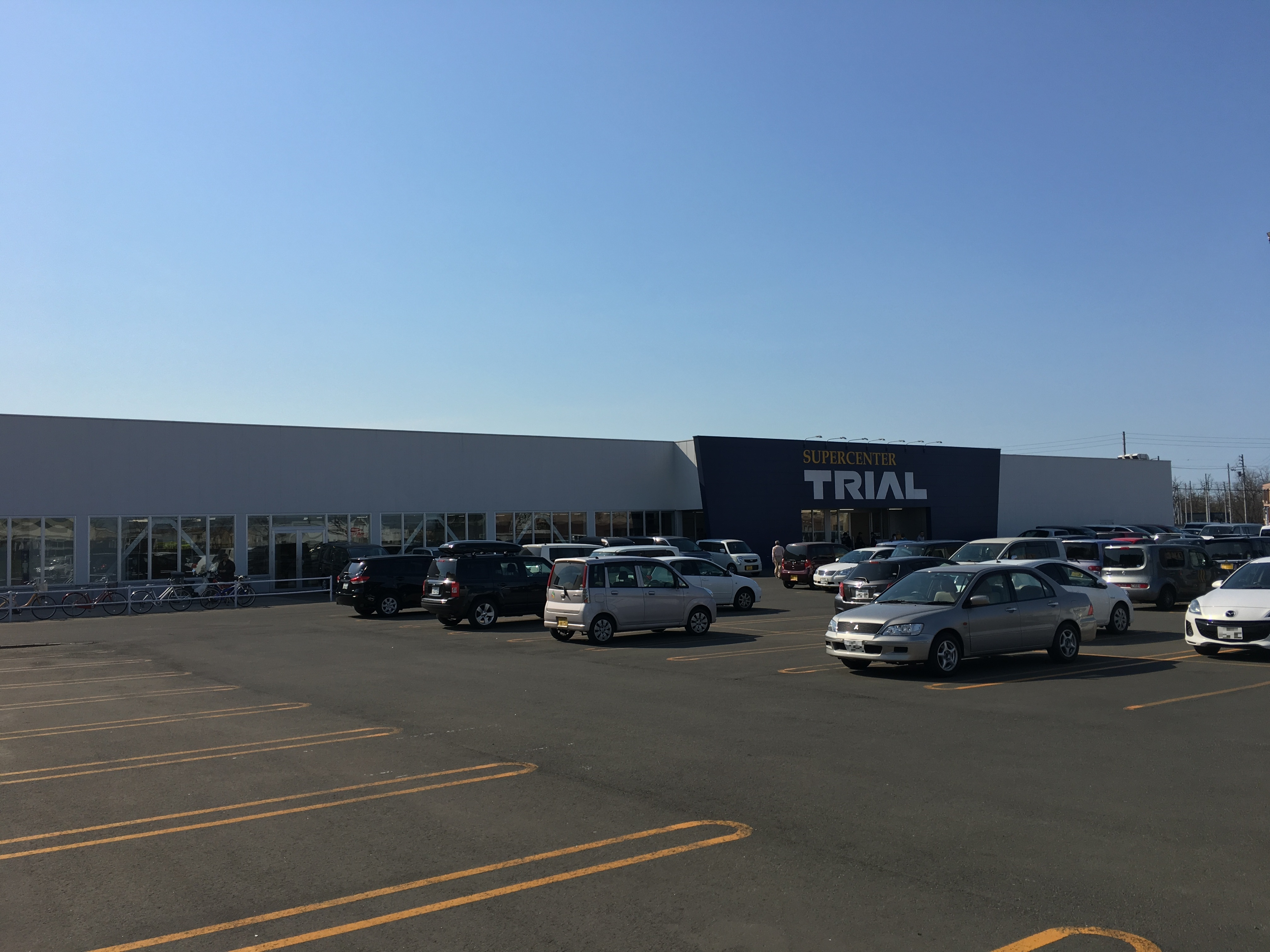
スーパーセンタートライアル手稲星置店
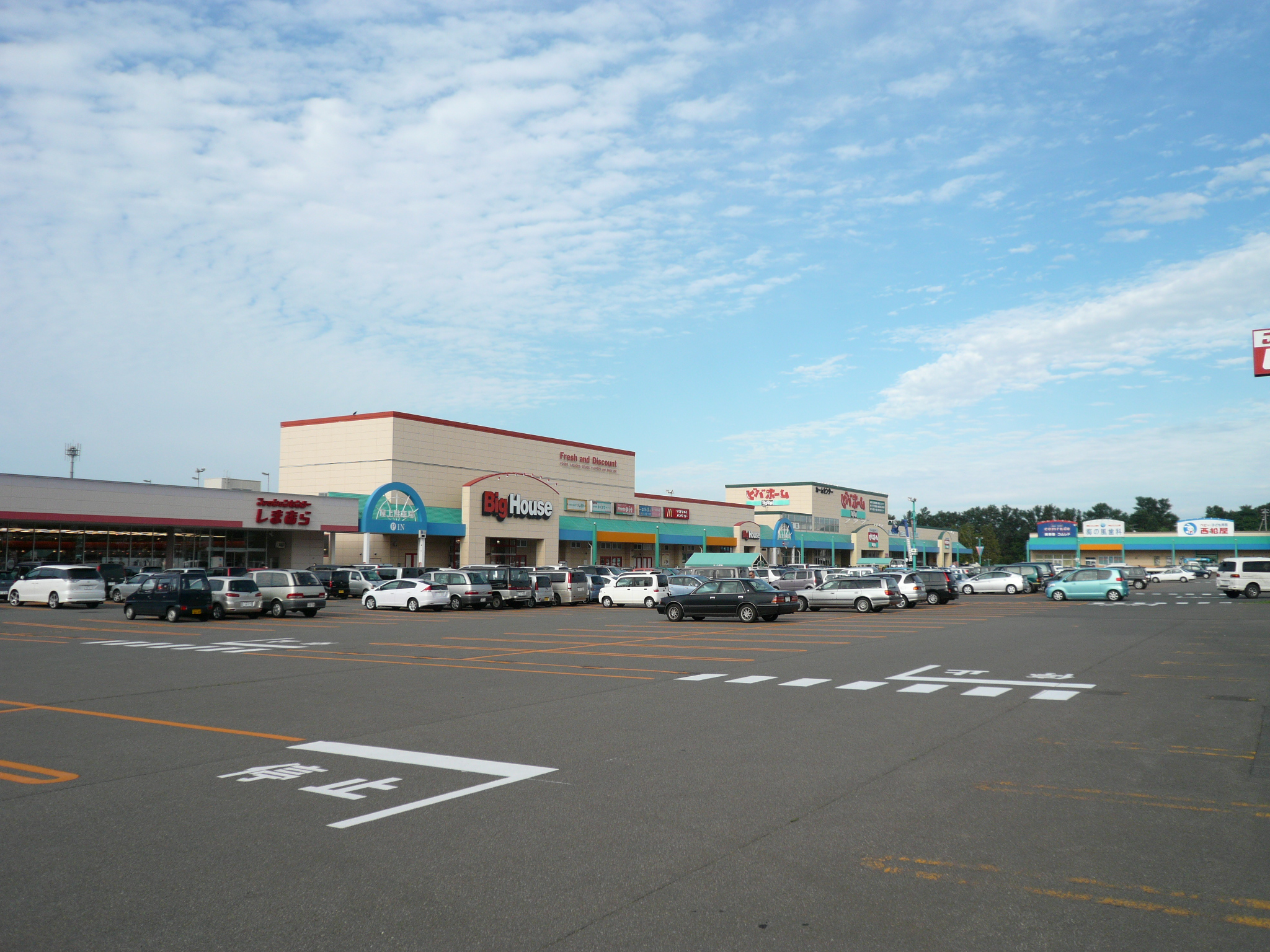
パストラル星置

### 金融機関
- 北海道銀行 - 星置支店（星置1-4）
- 北洋銀行 - 星置支店（星置1-3）

### 郵便
- 手稲星置駅前郵便局（星置1-3）
- 手稲星置簡易郵便局（星置2-7）

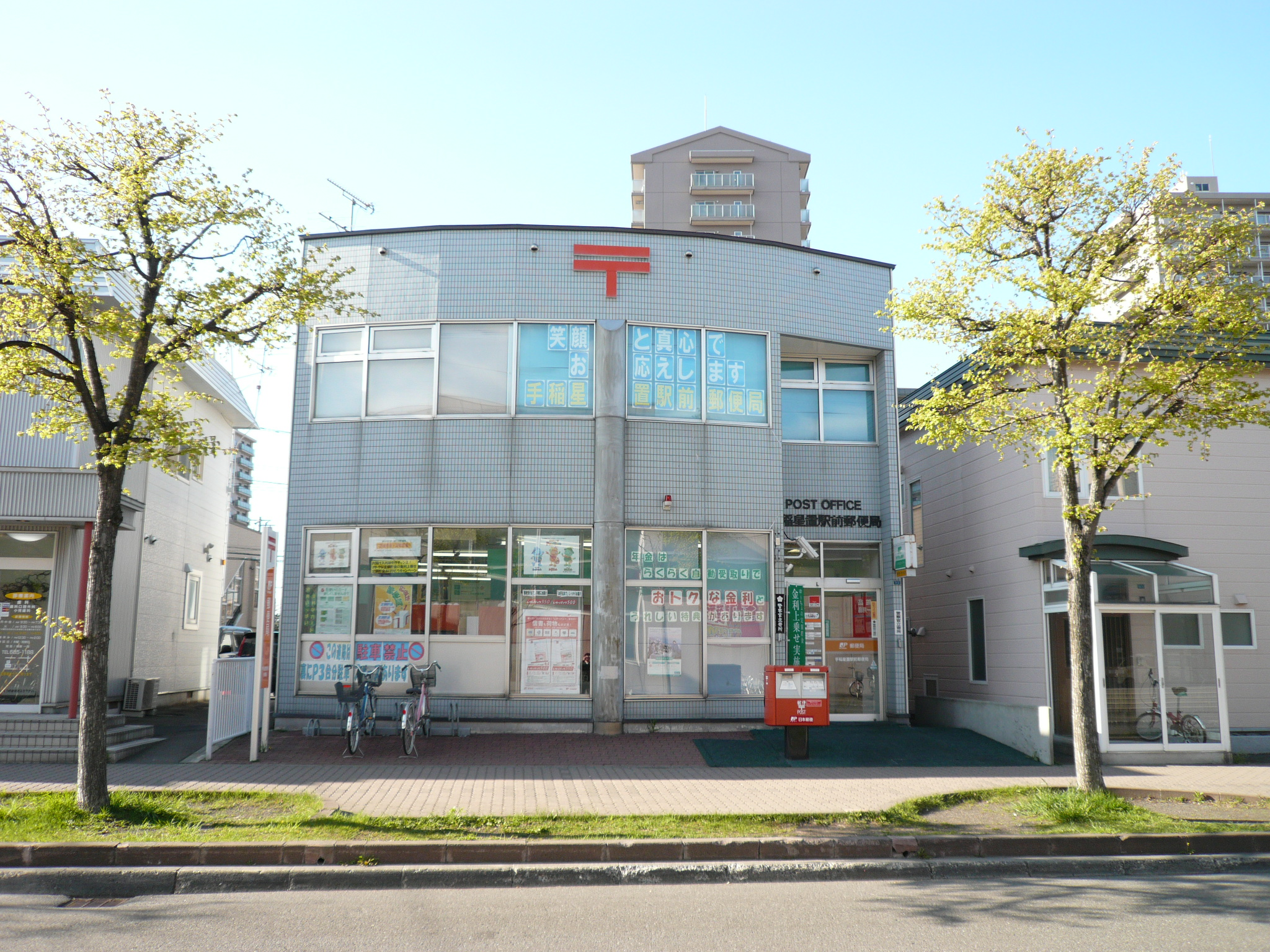
手稲星置駅前郵便局

## 交通

### 鉄道
- JR北海道函館本線の星置駅（星置1-3）が地区の中心に位置する。また、地区最西端（小樽市境界）にほしみ駅（星置1-9）がある。

### 道路
- 北部を下手稲通、南部を国道5号が走る。また星置駅の東側を曲長通が南北に走っており、線路で分断された地区を結んでいる。